# Liquid Robotics
Liquid Robotics est une société américaine spécialisée dans le domaine de la robotique marine et sous-marine autonomes, qui conçoit et fabrique le Wave Glider, un véhicule de surface et subsurface, planeur sous-marin sans pilote (USV) alimenté par l'énergie solaire et celle des vagues (le Wave Glider récupère l'énergie des vagues océaniques pour la propulsion). L'engin peut ainsi passer plusieurs mois d'affilée en mer, collectant et transmettant des données océaniques. Il emporte une charge utiles de batterie et de capteurs atmosphériques et océanographiques (par exemple utiles pour l'océanographie et aux sciences du climat), des capteurs sismiques pour la détection des tremblements de terre et des tsunamis, ainsi que des caméras vidéo et des capteurs acoustiques (hydrophones) à des fins de sécurité, de surveillance, d'étude et/ou de protection de l'environnement marin.

## Le planeur de surfaceWave Glider

### Design
Le Wave Glider est composé de deux parties : 
1. le « flotteur », à peu près de la taille et de la forme d'une grande planche de surf, se déplace à la surface de l'océan ;
2. Le rack d'aile, est suspendu en dessous, attaché à un cordon ombilical de 4 à 8 mètres de long, équipé d'un gouvernail pour la direction et d'un propulseur fournissant une poussée supplémentaire dans des conditions extrêmes (turbulence, absence de courants ou courant élevé).

Le Wave Glider exploite la différence de mouvement entre la surface de l'océan et l'eau plus calme en dessous pour créer une propulsion vers l'avant. 
Aucun carburant n'est requis pour son fonctionnement, ce qui lui permet de rester en mer pendant de longues périodes.

### Planeur «nouvelle génération»
Le 7 septembre 2017, Liquid Robotics a annoncé un Wave Glider de nouvelle génération, adapté aux missions dans les mers très agitées (état de la mer 6 et plus) et froides (aux hautes latitudes). 
Sa charge utile de capteurs a augmenté, de même que sa capacité énergétique et de stockage (capacité requise pour les missions de surveillance maritime, de surveillance environnementale et d'observation de longue durée).
Les panneaux photovoltaïques rechargent les batteries nécessaires à l'électronique et l'informatique embarqués, aux communications et à la propulsion. 
Le véhicule peut être programmé pour être autonome, ou piloté à distance. 
La communication est assurée par satellite, BGAN, liaisons cellulaires ou Wi-Fi pour le pilotage et la transmission des données.

### Logiciel: Regulus et Wave Glider Management System (WGMS)
Le logiciel Wave Glider est construit sur des standards ouverts et composé de deux parties :
1. Regulus, l'environnement d'exploitation embarqué construit sur Linux et Java et utilisé pour la commande et le contrôle embarqués de toutes les fonctions du Wave Glider, y compris les capteurs.
2. WGM, une console Web pour planifier, piloter et gérer la mission et les données récoltées[5].

## Marchés et missions
Les applications sont surtout de défense, de surveillance maritime, commerciales, pétrolières et gazières, scientifiques et de recherche, avec par exemple :
- Monitoring d'infrastructures pétro-gazières, de l'atmosphère, sismique et environnemental
- Défense (Lutte anti-sous-marine, renseignement, surveillance et reconnaissance...)
- Surveillance maritime (détection d'engins de surface pour la sécurité côtière et frontalière)
- Recherche scientifique (acquisition de données météorologique, climatique, sismique en haute mer, mesure de l'acidification des océans, surveillance environnementale, recherche biogéophysique et surveillance des poissons/écosystèmes, etc.)

Depuis 2007, des Wave Gliders ont été déployés de l'Arctique à l'océan Austral, par exemple pour suivre les grands requins blancs par le Dr Barbara Block of Hopkins Marine Station, patrouiller dans des aires marines protégées (AMP) pour le Foreign & Commonwealth Office du Royaume-Uni afin de se protéger contre la pêche illégale , pour évalués la santé de la Grande Barrière de Corail et d'autres écosystèmes. 
Ils ont aussi collecté et transmis des données lors de tempêtes extrêmes  et détecté et suivi un sous-marin diesel lors de l'exercice Unmanned Warrior' d'octobre 2016.

## Record du monde «Guinness»
En 2013, Liquid Robotics a battu le record du monde Guinness du « plus long voyage d'un véhicule de surface autonome et sans pilote sur la planète ».
Le Wave Glider, nommé Benjamin Franklin, a voyagé plus loin que tout autre véhicule de surface autonome sans pilote - plus de 7 939 milles marins (14 703 km) sur un parcours autonome d'un peu plus d'un an. Il a traversé l'océan Pacifique de San Francisco, en Californie, à Bundaberg dans le Queensland en Australie, arrivant le 14 février 2013.

## Océan numérique
L'océan numérique (ou Digital Ocean) est une initiative collaborative lancée par Liquid Robotics pour collecter des données et construire une infrastructure de communication nécessaires pour soutenir l'Internet des objets dans l'océan. 
Des milliards de capteurs, de systèmes habités et non habités pourraient y être connectés, et reliés aux satellites adéquats. Le projet vise à résoudre les problèmes océaniques cités par l'objectif de développement durable n°14 des Nations unies et à conserver et d'utiliser de manière durable les ressources marines.

## Histoire de l'entreprise
Basée à Sunnyvale, en Californie, la société a été fondée en 2007.
Le Wave Glider a été inventé à l'origine pour enregistrer le chant des baleines à bosse et transmettre les chants au rivage. 
En 2003, Joe Rizzi, président de la Jupiter Research Foundation, décide de concevoir un système capable de maintenir sa position en mer, sans être ancré en place, toute en fonctionner 24 heures sur 24, 7 jours sur 7, sans nuire à l'environnement ni aux baleines.
Après quelques années d'expérimentation, il a fait appel à la famille Hine pour l'aider à développer une bouée de données non amarrée et de maintien de la station. 
Roger Hine, ingénieur en mécanique et expert en robotique de l'Université de Stanford, a passé un an sur le projet à expérimenter différentes conceptions et sources d'énergie. 
En 2005, il invente le Wave Glider et en janvier 2007, Roger Hine et Joe Rizzi co-fondent Liquid Robotics.
En janvier 2009, les tests d'endurance ont commencé lorsqu'un Wave Glider a effectué une circumnavigation de neuf jours sur la grande île d'Hawaï. Plus tard cette année-là, une paire de Wave Gliders a voyagé d'Hawai'i à San Diego, en 82 jours sur plus de 2 500 milles. Depuis, les Wave Gliders ont parcouru plus de 1,4 million de milles marins au cours de plus de 32 000 jours-véhicule en mer.
En septembre 2014, Liquid Robotics a signé un partenariat avec Boeing pour faire progresser la surveillance maritime.
Les trois années suivantes, les deux sociétés ont travaillé à l'intégration de systèmes sans pilote pour fournir une capacité de communication entre le fond marin et l'espace pour la guerre anti-sous-marine. Lors de l'exercice Unmanned Warrior 2016 organisé par la Royal British Navy, Boeing et Liquid Robotics ont, grâce à un réseau d'USV persistants, détecté, signalé et suivi un sous-marin diesel. Le 6 décembre 2016, Boeing a acquis Liquid Robotics.
En décembre 2016, l'entreprise a été achetée par The Boeing Company, devenant filiale en propriété exclusive, au sein de l'organisation Défense, Espace et Sécurité de Boeing.

## Conseil consultatif stratégique
En septembre 2011, Liquid Robotics s'est doté d'un Conseil consultatif stratégique qui comprenait :
- Robert S. Gelbard, président, Washington Global Partners, LLC, ancien agent du service extérieur, département d'État américain, ambassadeur en Indonésie et en Bolivie
- Walter L. Sharp, général, armée américaine (ret. )
- Dr. Eric Terrill, directeur, Coastal Observing Research and Development Center (CORDC), Scripps Institution of Oceanography, Université de Californie, San Diego (UCSD)
- John J. Young Jr., directeur, JY Strategies, LLC, ancien sous-secrétaire américain à la Défense pour les acquisitions, la technologie et la logistique
- Sir George Zambellas, amiral (à la retraite), ancien First Sea Lord de la Royal Navy britannique et chef d'état-major de la marine